# (7051) Sean
(7051) Sean (1985 JY) – planetoida z pasa głównego asteroid okrążająca Słońce w ciągu 5,86 lat w średniej odległości 3,25 j.a. Odkryta 13 maja 1985 roku.